# Ignazio Mobarak
Ignazio Mobarak (Arabisch: اجناس مبارك ) (Rismayya, 26 september 1876 – Beiroet, 19 mei 1958) was aartsbisschop of eparch van Beiroet (1919-1952) voor de Maronitische Kerk.
Hij maakte de onafhankelijkheid mee van Libanon, bij het einde van het Frans bestuur van Libanon (1943). De eerste president van Libanon, Beshara al-Khoury, was een Maroniet. In 1952 nam Mobarak ontslag als aartsbisschop waarna paus Pius XII hem de eretitel verleende van aartsbisschop van Gabala in Syrië.